# أسيوط
أَسيُوط هي كبرى مدن صعيد مصر. وهي عاصمة محافظة أسيوط وتحتضن أول جامعة إقليمية (جامعة أسيوط)، وفرع للأزهر بكلياته العلمية والدينية المختلفة. بينها وبين القاهرة 375 كم على طريق الصعيد الحر. وهي بداية درب الأربعين. وفيها أحد أعلى الكثافات السكانية من الأقباط على مستوى الجمهورية.

## أصل الاسم والتاريخ
أُطلق عليها اسم «سوت» المشتقة من كلمة «سأوت» التي تعني «حارس» باللغة الهيروغليفية أي حارس الحدود لمصر العليا عندما انضمت إلى طيبة عاصمة البلاد في نضالها ضد الهكسوس الغزاة وبذلك تكونت أقدم إمبراطورية عرفها التاريخ. ومنها دخل اسمها اللغة القبطية «أسيوط».
كانت «سوت» أهم مراكز عبادة وبواوت المعروف بفاتح الطريق والذي كان يصور على هيئة ذئب وكان أوزيريس معبودًا في صورة ذئب أيضا، لذا أطلق البطالمة عليها اسم «ليكوبوليس» (باليونانية: Λυκόπολις)‏ أي «مدينة الذئب» في فترة حكمهم لمصر وهو نفس الاسم الذي أطلقه الرومان عليها فيما بعد حيث كانت قاعدة عسكرية مهمة وقتها. وقد نقل ديودورس الصقلي أسطورة تقول أنّ جيش من إثيوبيا رُدع من أسيوط وطاردته الذئاب حتى جزيرة إلفنتين.
وقد اكتسبت أهميتها في مصر القديمة لما لها من موقع متوسط بين أقاليم مصر الفرعونية ولكونها مركزاً رئيسيا للقوافل التجارية المتجهة إلى الواحات بالصحراء الغربية وبداية درب الأربعين الذي يصل إلى سودان وبعد الفتح الإسلامي لمصر نقل /العرب اسم المدينة الفرعوني ونطق هو سيوط ثم أضافوا همزة القطع فصارت أسيوط.
في عهد الفراعنة كانت أسيوط قاعدة للإقليم الثالث عشر، وكان يسكنها نائب الملك، وفي عهد الإغريق قسمت مصر إلى الدلتا، ومصر الوسطى، ومصر العليا، وكانت أسيوط عاصمة مصر العليا، كما كانت عاصمة للقسم الشمالي في عهد الرومان، وفي عهد محمد علي قُسّمت مصر إلى سبع ولايات إحداها تضم جرجا وأسيوط، وسُمِيت «نصف أول وجه قبلي» وعاصمتها أسيوط.
وقد اُكتُشفت مقبرة فرعونية كبيرة غرب أسيوط، وأخرجت حفرياتها آثارًا هامة.

## الموقع والمناخ
تحدها شمالا محافظة المنيا.

### المناخ
مناخ أسيوط قاري بارد شتاءًا حار جدًا صيفًا.

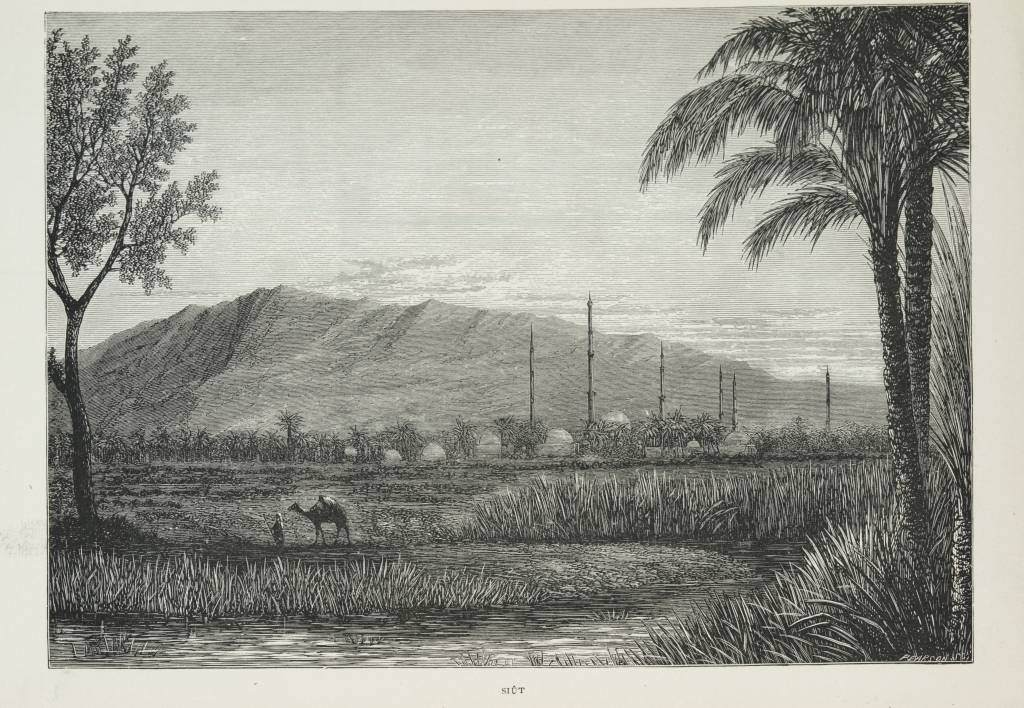
أسيوط سنة 1890م.

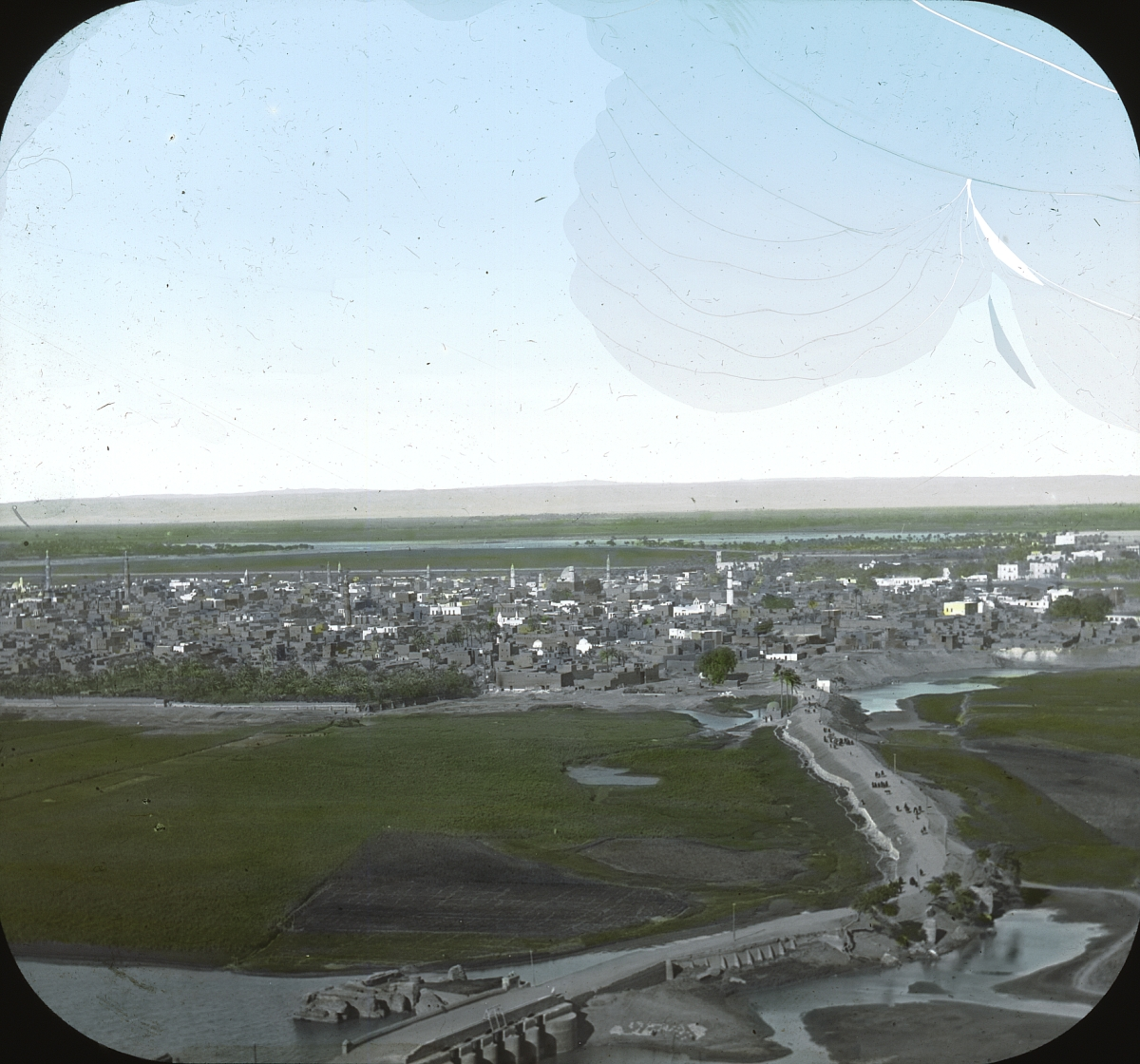
صورة أسيوط قبل 1923م.

منظر ليلي لميدان الحرب والسلام (المعروف بميدان أم البطل) شرق مدينة أسيوط.

شارك الزورق «أسيوط» في عملية المدمرة إيلات.

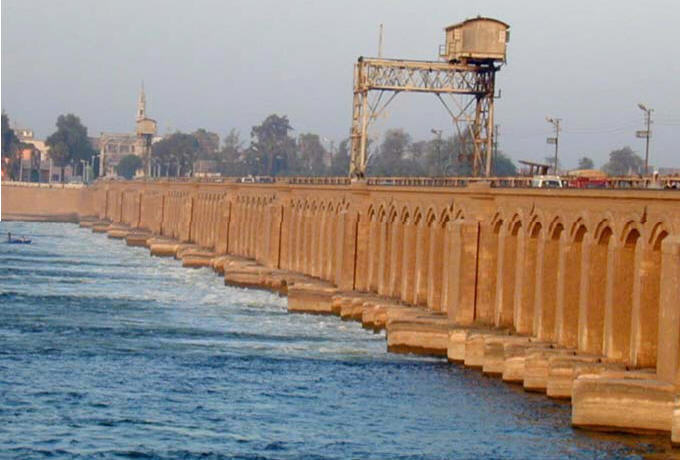
قناطر أسيوط على النيل، تقع شرق المدينة.

| البيانات المناخية لـAsyut                                | البيانات المناخية لـAsyut | البيانات المناخية لـAsyut | البيانات المناخية لـAsyut | البيانات المناخية لـAsyut | البيانات المناخية لـAsyut | البيانات المناخية لـAsyut | البيانات المناخية لـAsyut | البيانات المناخية لـAsyut | البيانات المناخية لـAsyut | البيانات المناخية لـAsyut | البيانات المناخية لـAsyut | البيانات المناخية لـAsyut | البيانات المناخية لـAsyut |
| الشهر                                                    | يناير                     | فبراير                    | مارس                      | أبريل                     | مايو                      | يونيو                     | يوليو                     | أغسطس                     | سبتمبر                    | أكتوبر                    | نوفمبر                    | ديسمبر                    | المعدل السنوي             |
| -------------------------------------------------------- | ------------------------- | ------------------------- | ------------------------- | ------------------------- | ------------------------- | ------------------------- | ------------------------- | ------------------------- | ------------------------- | ------------------------- | ------------------------- | ------------------------- | ------------------------- |
| الدرجة القصوى °م (°ف)                                    | 32.2 (90.0)               | 39.8 (103.6)              | 44.2 (111.6)              | 44.6 (112.3)              | 47.8 (118.0)              | 48.4 (119.1)              | 44.3 (111.7)              | 45.2 (113.4)              | 43.5 (110.3)              | 41.5 (106.7)              | 37.6 (99.7)               | 32.2 (90.0)               | 48.4 (119.1)              |
| متوسط درجة الحرارة الكبرى °م (°ف)                        | 19.3 (66.7)               | 21.7 (71.1)               | 25.1 (77.2)               | 31.4 (88.5)               | 35.2 (95.4)               | 37.1 (98.8)               | 36.5 (97.7)               | 36.0 (96.8)               | 34.2 (93.6)               | 30.5 (86.9)               | 25.1 (77.2)               | 20.3 (68.5)               | 29.4 (84.9)               |
| المتوسط اليومي °م (°ف)                                   | 11.7 (53.1)               | 13.9 (57.0)               | 17.4 (63.3)               | 23.2 (73.8)               | 27.2 (81.0)               | 29.6 (85.3)               | 29.6 (85.3)               | 29.0 (84.2)               | 26.9 (80.4)               | 23.4 (74.1)               | 17.4 (63.3)               | 13.3 (55.9)               | 21.9 (71.4)               |
| متوسط درجة الحرارة الصغرى °م (°ف)                        | 4.7 (40.5)                | 6.3 (43.3)                | 9.7 (49.5)                | 14.5 (58.1)               | 18.6 (65.5)               | 21.3 (70.3)               | 22.0 (71.6)               | 21.7 (71.1)               | 19.6 (67.3)               | 16.2 (61.2)               | 10.7 (51.3)               | 6.7 (44.1)                | 14.3 (57.7)               |
| أدنى درجة حرارة °م (°ف)                                  | 0.0 (32.0)                | 1.2 (34.2)                | 0.7 (33.3)                | 6.2 (43.2)                | 11.3 (52.3)               | 15.4 (59.7)               | 17.9 (64.2)               | 18.0 (64.4)               | 13.8 (56.8)               | 10.7 (51.3)               | 3.0 (37.4)                | 0.9 (33.6)                | 0.0 (32.0)                |
| الهطول مم (إنش)                                          | 0 (0)                     | 0 (0)                     | 0 (0)                     | 0 (0)                     | 0 (0)                     | 0 (0)                     | 0 (0)                     | 0 (0)                     | 0 (0)                     | 0 (0)                     | 0 (0)                     | 0 (0)                     | 0 (0)                     |
| متوسط أيام هطول الأمطار (≥ 1.0 مم)                       | 0.0                       | 0.1                       | 0.0                       | 0.2                       | 0.0                       | 0.0                       | 0.0                       | 0.0                       | 0.0                       | 0.0                       | 0.0                       | 0.0                       | 0.3                       |
| متوسط الرطوبة النسبية (%)                                | 52                        | 42                        | 36                        | 28                        | 25                        | 27                        | 32                        | 36                        | 40                        | 42                        | 48                        | 52                        | 38.3                      |
| ساعات سطوع الشمس اليومية                                 | 9                         | 9                         | 10                        | 10                        | 11                        | 12                        | 12                        | 12                        | 11                        | 10                        | 9                         | 8                         | 10                        |
| المصدر #1: الإدارة الوطنية للمحيطات والغلاف الجوي (NOAA) |                           |                           |                           |                           |                           |                           |                           |                           |                           |                           |                           |                           |                           |
| المصدر #2: Weather2Travel for sunshine                   |                           |                           |                           |                           |                           |                           |                           |                           |                           |                           |                           |                           |                           |

## التقسيم الإداري
تنقسم مدينة أسيوط إلى قسم أول أسيوط ويعرف بـ «حي غرب» وقسم ثان أسيوط ويعرف بـ «حي شرق».

## المعالم

### الوكالات

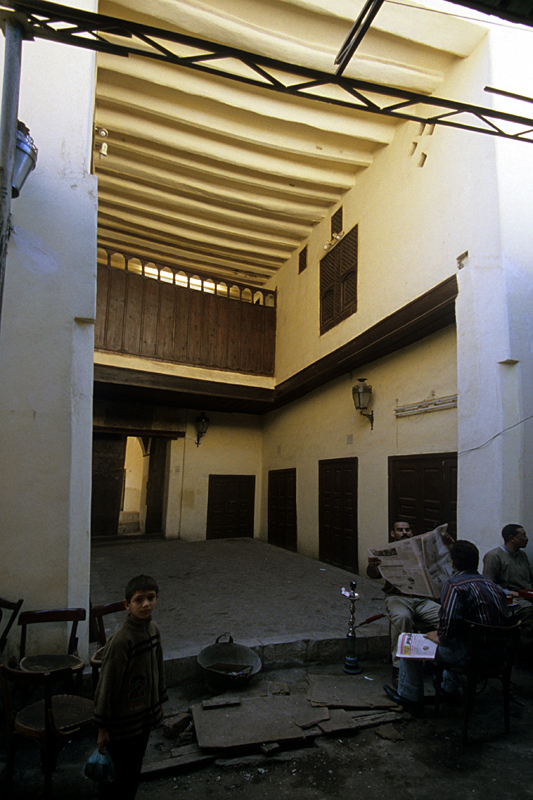
وكالة شلبي.

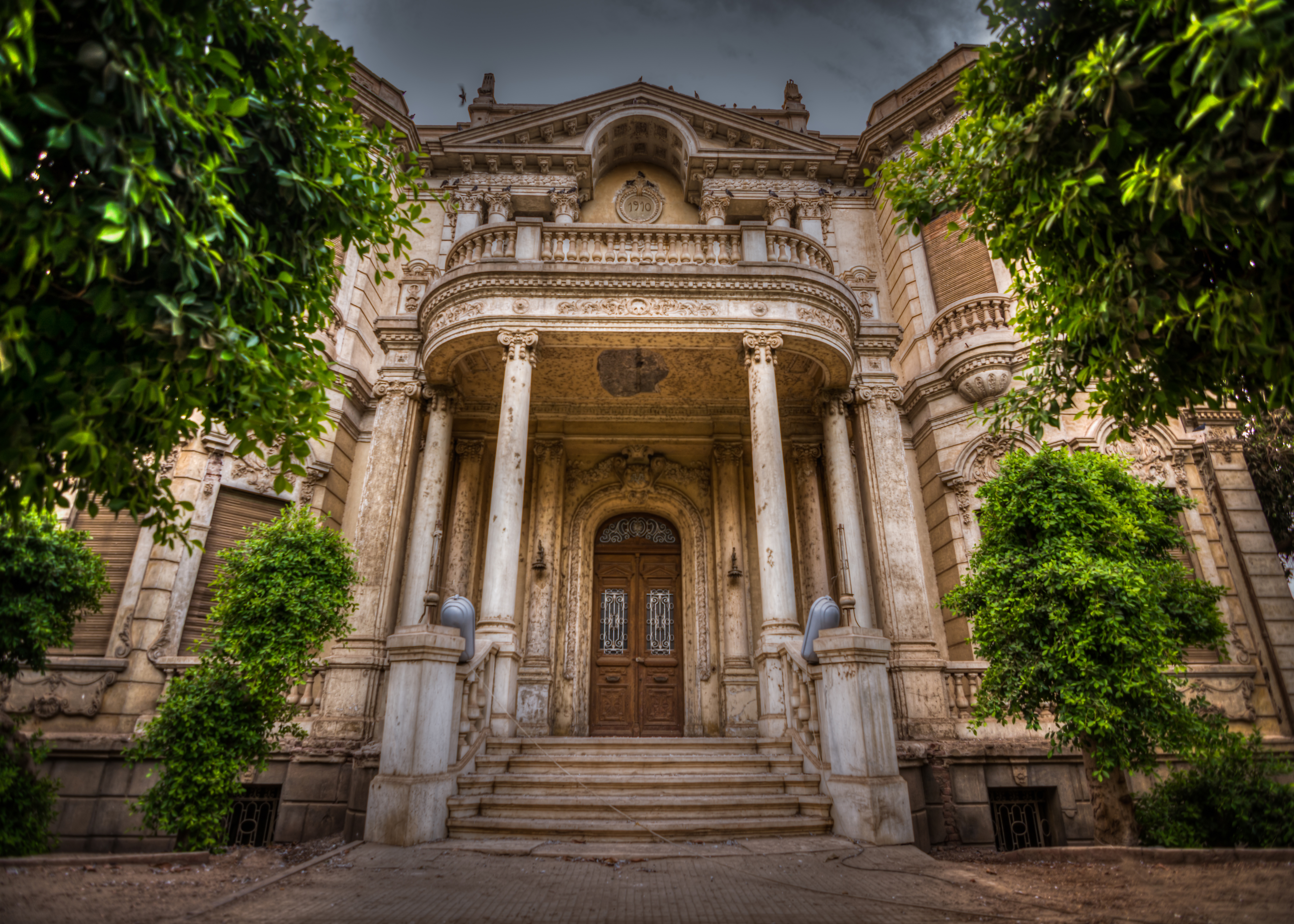
قصر ألكسان باشا على نهر النيل بوسط مدينة أسيوط.

توجد بمنطقة القيسارية بمدينة أسيوط ثلاث وكالات ترجع إلى العصر العثماني، وهي: «وكالة ثابت» و«وكالة لطفي» و«وكالة شلبي»، وقد شُيدت هذه الوكالات على الطراز المعماري العثماني. حيث يتوسطها فناء مستطيل الشكل وسقفها به نافذة كبيرة للإضاءة والتهوية وتتكون الوكالة عادة من طابقين الأسفل منه للدواب وتخزين البضائع في غرف والطابق العلوي للمعيشة والإقامة المؤقتة للتجار القادمين من المدن البعيدة. وقد لعبت الوكالات دورًا هامًا في الناحية الاقتصادية والتجارية حيث كانت أسيوط نقطة تجارة هامة في ذلك الوقت حيث أنها كانت بداية لدرب الأربعين الذي يصل إلى إقليمي دارفور وكردفان بأسوان.

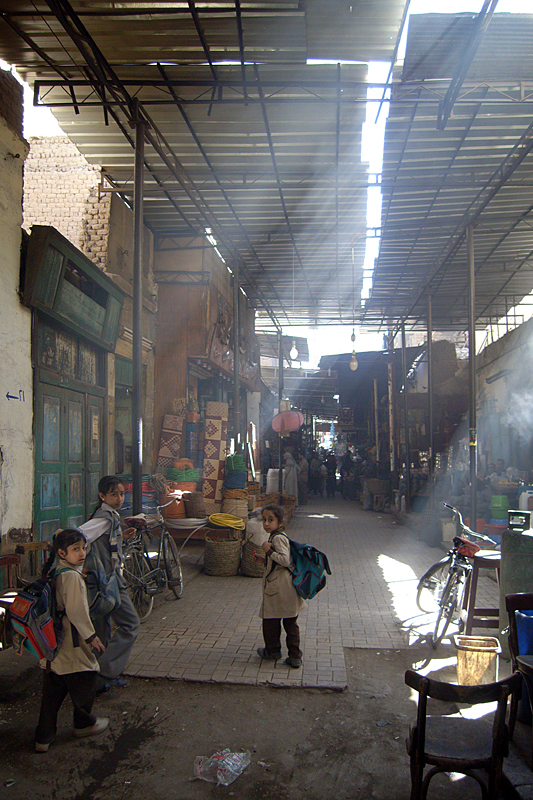
أحد أسواق أسيوط.

#### الوكالات التجارية بمدينة أسيوط
تقع بشارع محمد محمود باشا «القيسارية» سابقاً، وفيها شارع الإنكشاري والذي يرجع اسمه إلى عهد الحكم العثماني للبلاد. في بقعة جميلة من مدينة أسيوط توجد مساجد تاريخية إسلامية مثل مسجد سيدي جلال الدين السيوطي ومسجد المجاهدين ووكالات تجارية وغيرها. وهي منطقة تجارية قديمة ترجع إلى العصر العثماني بها حوانيت للتجارة والخردوات والمصنوعات النحاسية والأقمشة اليدوية المختلفة، وهي تشبهه إلى حد كبير منطقة خان الخليلي والأزهر ووكالة الغوري بالقاهرة.

### دور العبادة

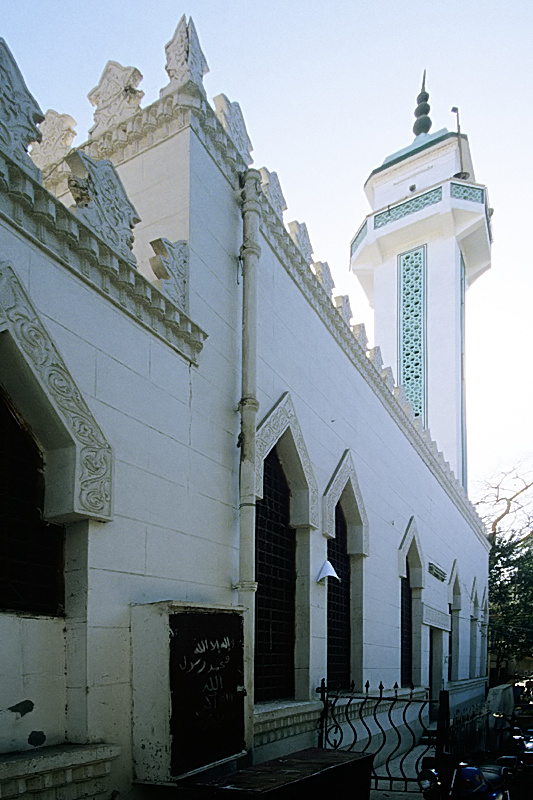
مئذنة مسجد جلال الدين الأسيوطي.

### الآثار

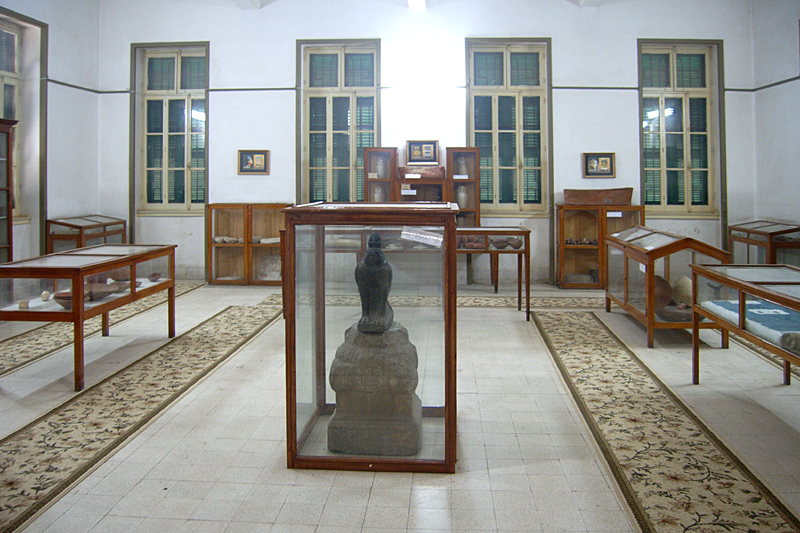

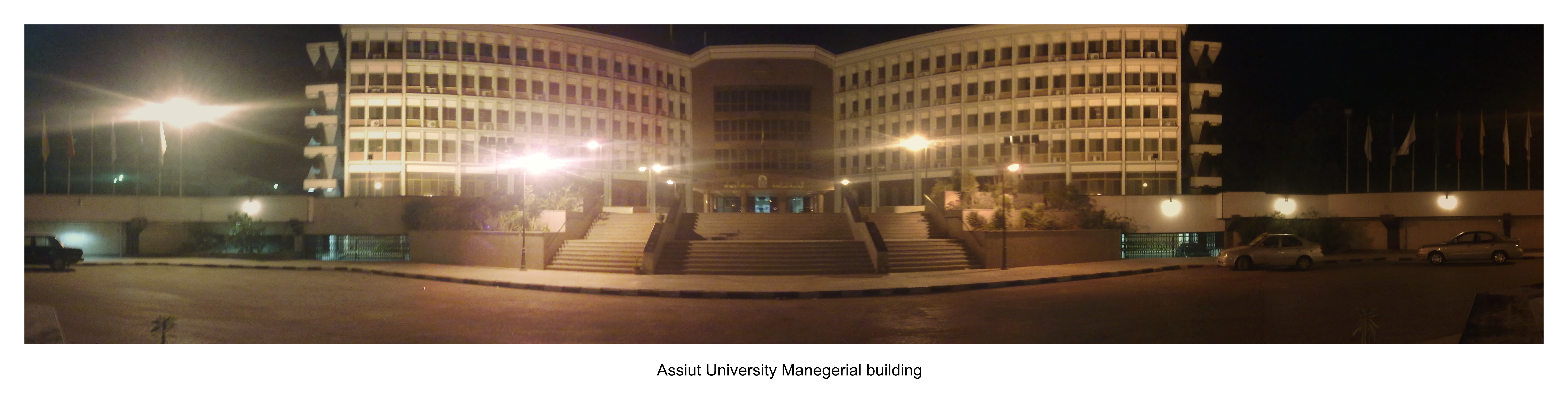
المبنى الإداري بجامعة أسيوط ليلًا.

## التعليم

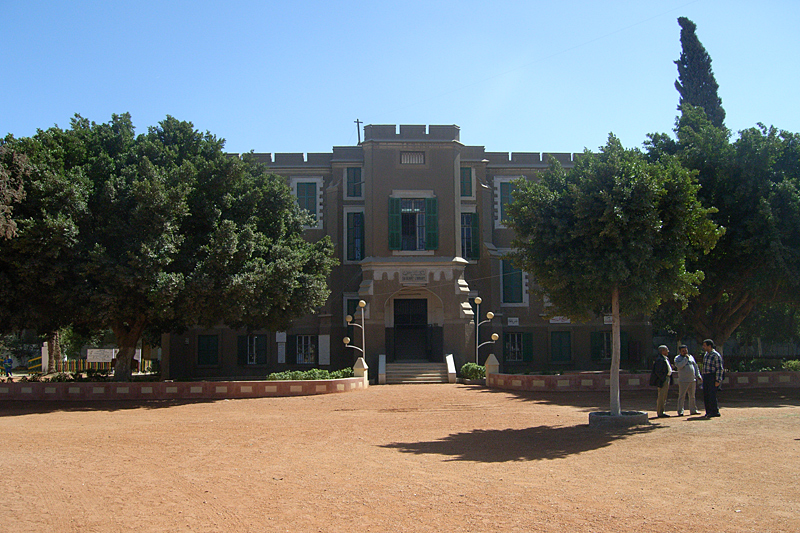
مكتبة تاجرت، مدرسة السلام الثانوية في مدينة أسيوط

في يناير عام 1970 تم إنشاء المعهد الإقليمي للإدارة المحلية لجنوب الوجه القبلي بمدينة أسيوط وبدأ في مزاولة نشاطه، وفي عام 1971 ونتيجة لدمج كل من- (معهد الإدارة العامة – المعهد القومي للإدارة العليا – معهد الإدارة المحلية) في مؤسسة واحدة هي (المعهد القومي للتنمية الإدارية)- تم ضم المعهد الإقليمي للإدارة المحلية لجنوب الوجه القبلي بمدينة أسيوط إلى أكاديمية السادات للعلوم الإدارية ليكون فرعاً لها يخدم منطقة وسط وجنوب الوجه القبلي.
في عام 1995 تم البدء في مشروع التوسع في فرع أسيوط وذلك بإنشاء فرع لكلية العلوم الإدارية على مساحة ما يقرب من 7 أفدنة بالإضافة إلى مركز للتدريب.

### نشاط الفرع

#### مجال التعليم
يمنح فرع كلية العلوم الإدارية بأسيوط درجات:
- دبلوم الدراسات العليا
- الماجستير
- استمرار العمل في مشروع فرع كلية العلوم الإدارية بأسيوط والذي سيمنح بعد اكتماله درجة البكالوريوس في العلوم الإدارية.

#### مجال الأنشطة المهنية
- التدريب في مختلف المجالات الإدارية (تدريب إداري – خدمة المجتمع «اللغة الإنجليزية- الحاسب الآلي»).
- الاستشارات والبحوث والمعلومات وذلك بالتنسيق مع مركز الاستشارات والبحوث التطوير بالمركز الرئيسي للأكاديمية.

## الاقتصاد

### الزراعة

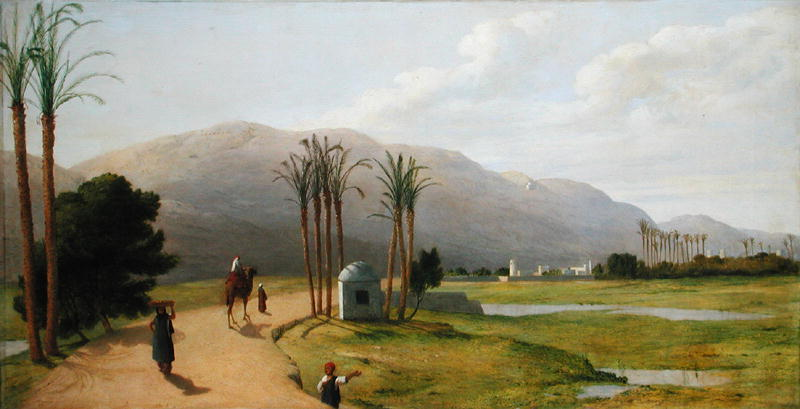
لوحة فنية لريف أسيوط.

تبلغ المساحة المزروعة في محافظة أسيوط 232 ألف فدانًا، وتشتهر بإنتاج القطن والقمح والذرة الشامية والذرة الرفيعة الموالح والرمان والمانجا والعنب والموز. بالإضافة إلى المنطقة المزروعة بالسمسم والفول السوداني التي تشتهر بها قرية بني محمديات وخاصة العقب الرمان بالبداري بمنفلوط.

### الصناعة
تشتهر أسيوط بصناعة الأكلمة والمفروشات والأثاث منذ القدم ولكنها الآن بها عدد من الصناعات الكبرى والمتطورة مثل الأسمنت والأسمدة وتكرير البترول والأدوية وحلج وغزل الأقطان والأغذية حيث تم إنشاء 6 مناطق صناعية بمراكز محافظة أسيوط ككل.

### التجارة
مدينة أسيوط هي المدينة التجارية والاقتصادية الأولى على مستوى صعيد مصر حيث يوجد بمدينة أسيوط فروع لأغلب البنوك المصرية والأجنبية العاملة في مصر وبالإضافة لذلك يوجد العديد من مكاتب ومراكز الصرافة وتحويل الأموال والعملات وبسبب ذلك تنامى دور شركات نقل الأموال بالمدينة كما يوجد بمدينة أسيوط فروع لمجموعة سلاسل مطاعم عالمية، والكثير من المطاعم والكافيتريات والنوادي بالإضافة للأسواق ومراكز التسوق.

### السياحة
توجد بالمحافظة 38 منطقة جذب سياحي، فرعونية وقبطية وإسلامية وحديثة، منها منطقة آثار مير ومنطقة آثار الهمامية والدير المحرق بالقوصية، وديرة السيدة العذراء بدرنكه، ومسجد الفرغل بأبوتيج، والمعهد الديني الأزهري بأسيوط، والمسجد الأموي، ومسجد المجاهدين، بمدينة أسيوط وقناطر أسيوط ومحمية وادي الأسيوطي.

## أهم الشخصيات
- عمر مكرم، زعيم شعبي مصري.
- جلال الدين السيوطي، عالم دين مسلم سني ولد في القاهرة 1445 وتوفي عام 1505م.
- أحمد لطفي السيد، مفكر فيلسوف ومدون وقومي مصري.
- سمير غانم، ممثل كوميدي ومغني وفنان مصري.
- جمال عبد الناصر، سياسي الرئيس الثاني لجمهورية مصر العربية.
- البابا شنودة الثالث، بابا وبطريرك الكنيسة المصرية الأرثوذكسية في مصر وسائر بلاد المهجر.
- أفلوطين، فيلسوف يوناني أفلاطوني (205 - 270 م).
- علي العربي، لاعب كرة قدم مصري.